# Piotr Dunin Wolski

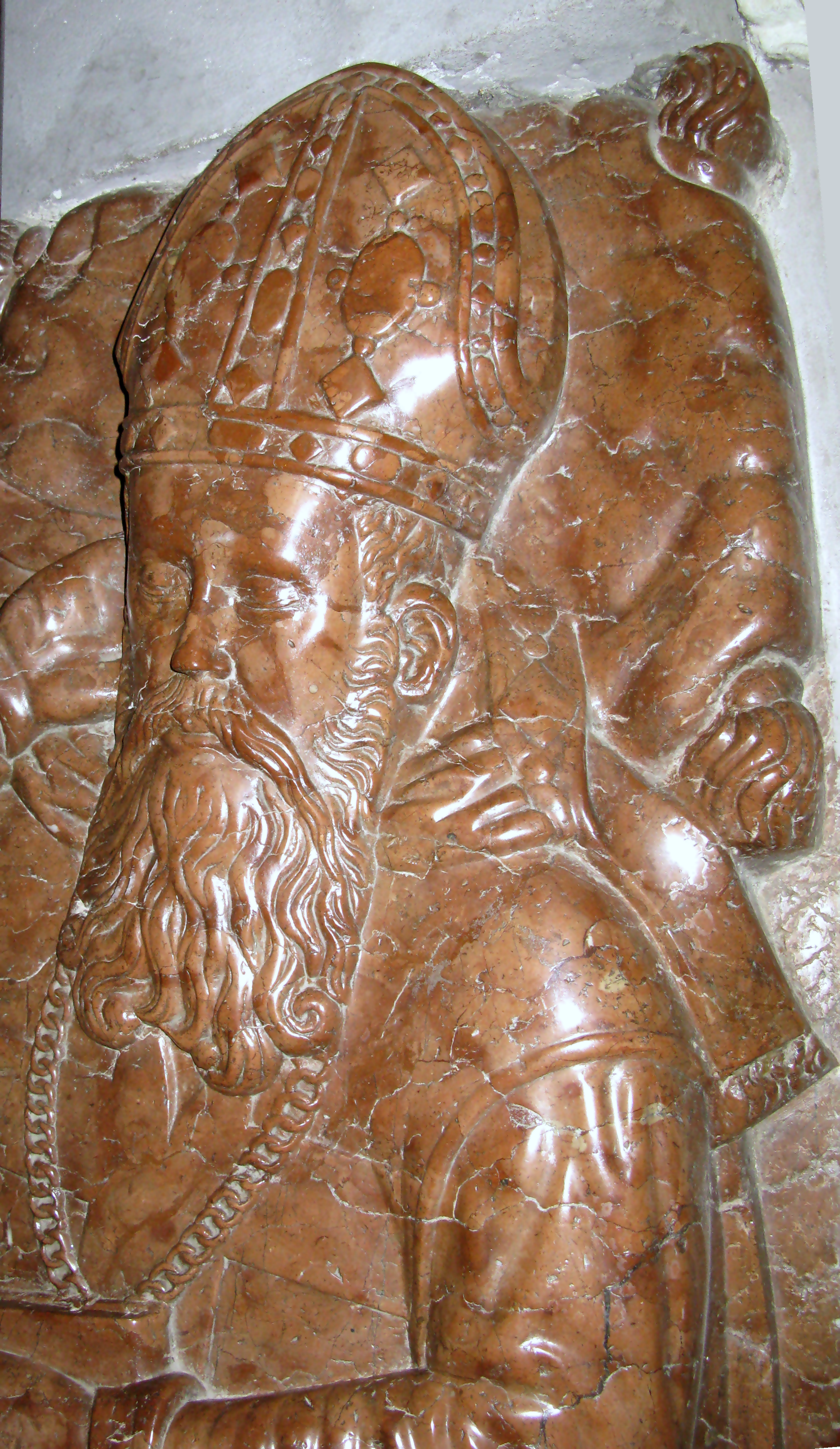
Grabplatte in der Kathedrale von Płock

Piotr Dunin Wolski (* 1531; † 20. August 1590) war ein römisch-katholischer Bischof, Adliger, Politiker und Diplomat Polen-Litauens. Seine Familie gehörte der Wappengemeinschaft Łabędź an.

## Leben
Wolski studierte in Padua, Rom und Madrid. 1561 war er Botschafter in Spanien und ab 1569 Internuntius in Spanien. Ab 1574 bekleidete er das Amt des Unterkronkanzlers und ab 1576 des Großkronkanzlers. Im selben Jahr wurde er Bischof von Przemyśl und 1577 Bischof von Płock. Er wurde in der Kathedrale von Płock beigesetzt.